# Edwin Skinner
Edwin Skinner   (Port-of-Spain, 15 d'octubre de 1940) és un atleta de Trinitat i Tobago, ja retirat, especialista en curses de velocitat, que va competir durant la dècada de 1960.
El 1964 va prendre part en els Jocs Olímpics d'Estiu de Tòquio, on va disputar dues proves del programa d'atletisme. Formant equip amb Kent Bernard, Edwin Roberts i Wendell Mottley guanyà la medalla de bronze en els 4x400 metres, mentre en els 400 metres fou vuitè. En el seu palmarès també destaca una medalla de plata en els 4x440 metres als Jocs Centreamericans i del Carib de 1966.

## Millors marques
- 400 metres llisos. 46.50" (1964)